# Léto (film, 2015)
Léto (v originále La Belle Saison) je francouzský hraný film z roku 2015, který režírovala Catherine Corsini podle vlastního scénáře. Film popisuje milostný vztah dívky z tradičního venkova a radikální feministky z Paříže na počátku 70. let. Snímek byl v ČR uveden v roce 2016 na filmovém festivalu Febiofest.

## Děj
Příběh začíná v roce 1971. Mladá Delphine vyrůstá na rodinném statku v regionu Limousin, kde udržuje utajený poměr s místní dívkou. Ta se však rozhodne provdat, Delphine proto odjíždí do Paříže, aby zde začala nový život. Krátce poté se náhodně na ulici seznamuje se skupinou feministek, které na univerzitě pořádají různé protestní akce. Delphine se k nim připojí a seznamuje se tak s Carole, která je učitelkou španělštiny. Všechny společně organizují akce na podporu práva na potrat a kontrolu porodnosti a Delphine s Carole se do sebe zamilují. Přestože Carole žije s Manuelem, levicovým radikálem. Když se Delphine dozví, že její otec je po infarktu nehybný, musí se vrátit na statek pomáhat matce. Carole se rozhodne opustit definitivně Manuela a vydá se přes léto za Delphine. Carole zde nachází naprosto odlišný, konzervativní svět, ve kterém musejí svůj vztah před okolím tajit. Ve chvíli, kdy se matka o jejich intimním vztahu dozví, Carole musí odjet. Delphine se rozhodne opustit statek s ní, ale nakonec zůstává a s Carole se rozcházejí.
Do kontaktu se opět dostanou až po několika letech v roce 1976, kdy Carole pracuje jako lékařka, která se zaměřuje na potraty, a žije se ženou. Obdržela od Delphine dopis, ve kterém jí píše, že konečně našla sílu opustit rodinnou farmu a začít sama.

## Obsazení
| Izïa Higelin       | Delphine          |
| Cécile de France   | Carole            |
| Noémie Lvovsky     | Monique           |
| Kévin Azaïs        | Antoine           |
| Laetitia Dosch     | Adeline           |
| Benjamin Bellecour | Manuel            |
| Sarah Suco         | Fabienne          |
| Natalie Beder      | Marie-Laure       |
| Calypso Valois     | Charlotte         |
| Jean-Henri Compère | Maurice           |
| Bruno Podalydès    | profesor Chambard |

## Ocenění
- Filmový festival v Locarnu: cena Variety de la Piazza Grande
- Prix Lumières: nejlepší hudba (Grégoire Hetzel)
- Nominace na Prix Lumières: nejlepší film, nejlepší režie, nejlepší scénář a nejlepší herečka (Izïa Higelin)

## Okolnosti vzniku filmu

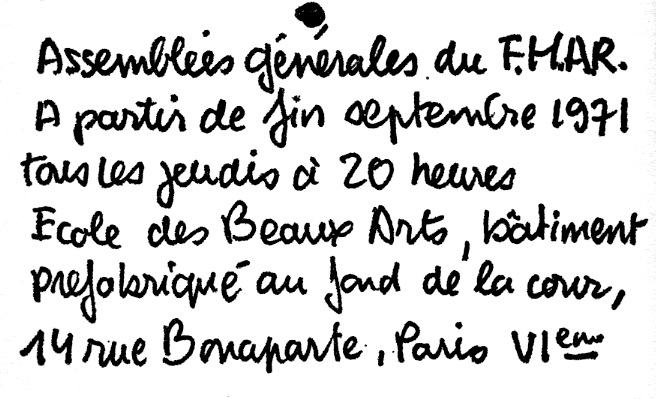
LGBT historie ve Francii

Ve scéně, kdy skupina feministek osvobodí homosexuála z psychiatrické léčebny, se Catherine Corsini inspirovala skutečnou akcí Front homosexuel d'action révolutionnaire, která takto osvobodila léčeného mladíka v Itálii.
Film byl natáčen v Paříži a v regionu Limousin (departementy Haute-Vienne a Creuse).
Starosta obce Camaret-sur-Aigues Philippe de Beauregard (FN) rozhodl o zákazu vylepování filmového plakátu v obci, neboť film prý obsahuje množství scén, které mohou uvést ve zmatek mladé publikum.